# Рок против расизма
Рок против расизма (на английски: Rock Against Racism, RAR) е кампания, водена във Великобритания през 1976 година в отговор на нарастващия расов конфликт в страната и разрастването на бели националистически групи като Британския национален фронт.
В кампанията участват поп, рок и реге музиканти, които правят концерти с антирасистки мотиви, за да убедят младежите да не приемат расистки възгледи. Кампанията е в отговор на твърдения и действия на популярни рок музиканти, определяни от мнозина като расистки.
Повод за началото на кампанията е призив на Ерик Клептън от сцената по време на негов концерт в Бирмингам на 5 август 1976 г. „чужденците и черните“ да се махнат от залата, защото са станали „твърде много в Британия“.
Възмущение предизвикват също националистическите изявления на Дейвид Боуи, обявил в няколко интервюта (например в сп. „Плейбой“) симпатиите си към Хитлер, когото назовава „рок-звезда“, както и че Британия се нуждае от фашистки лидер.
В отговор на разрасналото се движение в Лийдс през 1878 г. възниква течението рок против комунизма на крайнодесни активисти, свързани с Британския национален фронт.